# Жизнь как дом
«Жизнь как дом» (англ. Life as a House) — американская драма 2001 года режиссёра Ирвина Уинклера о мужчине, который стремится восстановить отношения с бывшей супругой и сыном-подростком после того, как узнаёт о своей неизлечимой болезни. В главных ролях — Кевин Клайн, Хейден Кристенсен и Кристин Скотт Томас.
Премьера состоялась 9 сентября 2001 года на Международном кинофестивале в Торонто, Канада. Премьера в США состоялась на Кинофестивале в Бостоне 11 сентября 2001 года, в день, когда в Нью-Йорке произошёл террористический акт.

## Сюжет
Джордж Монро (Кевин Клайн), производитель архитектурных макетов, узнаёт об увольнении с должности, которую он занимал в течение двадцати лет. Будучи приверженцем старых методов работы, он понимает, что сокращение связано с его нежеланием идти в ногу с своими сотрудниками в использовании современных компьютерных технологий, доступных для них. В порыве гнева, споря со своим начальником, он разрушает все созданные модели, оставляя одну на память. Когда Джордж выходит из здания, он падает на землю. Его доставляют в больницу, где обнаруживается, что он болен раком. Врач говорит, что любое лечение будет бесполезным.
Оставшись без работы, Джордж решает, что пришло время снести ветхие дома, оставленные ему отцом, и на их месте построить новый современный дом, соответствующий его престижному району. Он решает прибегнуть к помощи своего сына Сэма (Хейден Кристенсен), молодого парня с мятежным характером и наркозависимостью, который предпочитает голубые волосы, пирсинг и прочий экстремальный макияж, и который испытывает при этом к себе чувство отвращения. У Сэма напряжённые отношения с отчимом Питером (Джейми Шеридан) и матерью Робин (Кристин Скотт Томас). Против своей воли Сэм должен провести лето с Джорджем, который решил не раскрывать ему смертельной болезни. Вместо этого он сосредотачивается на доме, как окончательном проекте всей его жизни. Сэм не горит желанием помогать, просит дать денег на наркотики и пытается убежать, но возвращается. Не желая, чтобы сын принимал наркотики, Джордж предлагает ему поискать для себя что-то из своей аптечки.
Чем больше проходит времени, Джордж медленно восстанавливает отношения с Сэмом. Робин решает помочь, в этот момент заново узнавая Джорджа, человека, которого любила много лет назад. К строительству дома присоединяется несколько человек: Алисса (Джена Мэлоун), одноклассница Сэма, которая живёт в доме по соседству с матерью Коллин (Мэри Стинберджен); местный полицейский и друг Джорджа Курт Уолкер (Скотт Бакула); сводные братья Сэма Адам (Майк Вейнберг) и Райан (Скотти Левенуорф); а также второй муж Робин Питер, который понимает, что она не перестала любить Джорджа. Джордж признаётся в болезни Сэму и Робин, они тяжело переживают эту новость. Сэм ссорится с отцом и убегает в дом Алиссы, но позже возвращается, чтобы достроить дом.
В качестве заключительного акта любви к отцу Сэм устанавливает рождественские огни во всем недостроенном доме и показывает его Джорджу из больничной палаты. Сэм возвращается в дом, чтобы завершить последние этапы строительства, а Робин сидит с Джорджем до самой его смерти. Сэм сильно меняется. Он наследует дом. Он не желает его продавать или сдавать в аренду, получая за это деньги, и в заключительной сцене решает предоставить жильё девушке, которая в своё время попала в аварию по вине отца Джорджа. Сам Сэм обустраивается в парке трейлеров.

## В ролях
- Кевин Клайн — Джордж Монро
- Хейден Кристенсен — Сэм Монро
- Кристин Скотт Томас — Робин Кимбалл
- Джейми Шеридан — Питер Кимбалл
- Джена Мэлоун — Алисса Бек
- Мэри Стинберджен — Коллин Бек
- Иэн Сомерхолдер — Джош
- Скотт Бакула — офицер Курт Уолкер
- Майк Вейнберг — Адам Кимбалл
- Скотти Левенуорф — Райан Кимбалл
- Джон Фостер — Кори
- Сэм Робардс — Дэвид
- Джон Пэнкоу — Брайан Бёрк
- Ким Делгадо — Боб Ларсон

## Интересные факты
- Слоган фильма — «Издалека. Это прекрасно»
- Марк Эндрус — известный сценарист. Он написал сценарии к таким фильмам, как «Опоздавшие к обеду», «Крутая Джорджия», «Божественные тайны сестричек Я-Я». За фильм «Лучше не бывает» он был номинирован на «Оскар» и «Золотой Глобус» в 1998 году
- Ирвин Уинклер как режиссёр известен своими работами, как «Виновен по подозрению», «Сеть», «Дом храбрых». Производством «Жизнь как дом» занималась его киностудия «Winkler Films»
- Съёмки фильма проходили в Калифорнии, США
- Марк Эндрус является поклонником музыкальной группы «Guste». Две композиции этой группы звучат в фильме. Первоначально черновым вариантом названия картины была одна из песен группы под названием «All the Way up to Heaven»
- Уильям Расс первоначально планировался на роль офицера Курта Уолкера и имел по сценарию всего одну сцену. Но перед съёмками он получил травму в аварии с участием мотоцикла, впоследствии эту роль получил Скотт Бакула
- Дом, который по сюжету построил Джордж с помощниками, должен был быть снесён. Художник по костюмам фильма Молли Магиннис возглавила группу людей, которые занимались реконструкцией и переоборудованием строения. В итоге это стала школьная библиотека Kenter Canyon school в Брентвуде, Калифорния. Новая библиотека открылась в апреле 2004 года[3]
- Видео, где Джордж и маленький Сэм играли на пляже, было снято женой Кевина Клайна, актрисой Фиби Кейтс. Она снимала Кевина и их сына Оуэна на пляже в Бермудах
- Линдси Лохан, которой было 14 лет на момент съёмок, рассматривалась на роль Алисы и уже прошла пробы. В то время как создатели фильма были впечатлены юной актрисой, в конечном итоге они утвердили на роль Джену Мэлоун, решив, что она немного старше для роли соседки-одноклассницы

## Критика, отзывы и кассовые сборы
- Картина получила смешанные отзывы кинокритиков. На сайте «Rotten Tomatoes» её рейтинг составляет 47 %[4]
- Фильм вышел в 29-ти кинотеатрах в США и собрал $ 294 056 за первый уик-энд, общие сборы США составили $ 15 667 270. В мировом прокате фильм заработал $ 23 903 791[1].

## Награды и номинации
- 2002 — номинация на премию «Золотой глобус» за лучшую мужскую роль второго плана (Хейден Кристенсен)
- 2002 — 2 номинации на премию Гильдии киноактёров США: лучшая мужская роль (Кевин Клайн), лучшая мужская роль второго плана (Хейден Кристенсен)
- 2001 — премия Национального совета кинокритиков США за мужской прорыв года (Хейден Кристенсен)

## Саундтрек
- «What You Wish For» — Guster
- «That’s the Way» — Gob
- «Soluble Words» — On
- «Live a Lie» — Default
- «Sweet Dreams» — Мэрилин Мэнсон
- «Somewhere» — Default
- «Water» — Ohgr
- «Rearranged» — Limp Bizkit
- «I Know You Got Soul» — Guster
- «Both Sides Now» — Deadsy
- «How to Disappear Completely» — Radiohead
- «Both Sides Now» — Джони Митчелл